# Ralf Ptak
Ralf Ptak (* 16. Juli 1960 in Kiel) ist ein Wirtschafts- und Sozialwissenschaftler (Diplom-Volkswirt und Diplom-Sozialökonom) und außerplanmäßiger Professor für Ökonomische Bildung an der Universität zu Köln. Er ist Mitglied der Arbeitsgruppe Alternative Wirtschaftspolitik (Memorandum-Gruppe), des Netzwerks Plurale Ökonomik und war bis zu seiner Auflösung Mitglied im Wissenschaftlichen Beirat von attac. Ptak ist zudem Gutachter verschiedener Fachzeitschriften und Mitglied der IG Metall. Seine Arbeitsschwerpunkte sind Ökonomische Theoriegeschichte, Märkte und Daseinsvorsorge sowie Wirtschafts- und Sozialpolitik, letztere vor allem mit Blick auf Rechtsextremismus.

## Werdegang
Ptak wuchs in Kiel auf und absolvierte eine Lehre als Maschinenschlosser im industriellen Werkzeugmaschinenbau. Nach Tätigkeiten als Facharbeiter und Betriebsrat nahm er Anfang der 1990er Jahre ein Studium der Wirtschaftswissenschaft an der Hamburger Universität für Wirtschaft und Politik auf und schloss dieses 1996 als Diplom-Sozialökonom ab. Er schrieb seine Dissertation bei dem Volkswirt Herbert Schui und dem Wirtschaftshistoriker Werner Abelshauser zum Thema Vom Ordoliberalismus zur Sozialen Marktwirtschaft. Stationen des Neoliberalismus in Deutschland und wurde 2003 zum Dr. rer. pol. promoviert.
Von 2003 bis 2012 war Ptak Akademischer Rat für Allgemeine Volkswirtschaftslehre an der Universität Köln, die letzten drei Jahre als Vertretungsprofessur für Wirtschaftswissenschaft und ihre Didaktik. Nachdem 2011 die Habilitation unter dem Titel
Selbstregulierung als Dogma. Beiträge zur politischen Ökonomie von Markt, Staat und Gesellschaft abgeschlossen war, wurde Ptak zum Privatdozenten für Ökonomische Bildung ernannt. Nach weiteren wissenschaftlichen Arbeiten erfolgte 2017 die Ernennung zum
außerplanmäßigen Professor für Ökonomische Bildung an der Universität Köln.
Von 2012 bis 2019 arbeitete Ptak als volkswirtschaftlicher Referent für den Kirchlichen Dienst in der Arbeitswelt (KDA) der Nordkirche an der Schnittstelle zwischen wissenschaftlicher Forschung und politisch-ökonomischer Bildung in Hamburg, Schleswig-Holstein und Mecklenburg-Vorpommern. Von 2019 bis 2023 lehrte und forschte Ptak erneut als Hochschullehrer im Bereich Ökonomischer Bildung an der Universität zu Köln.

## Wissenschaftliches Profil
Neben der kritischen Auseinandersetzung mit den ökonomischen Positionen der extremen Rechten und der Wirtschaftspolitik des Faschismus arbeitet Ptak insbesondere zur ökonomischen Theorie- und Wirtschaftsgeschichte Deutschlands im 20. Jahrhundert. Im Feld der ökonomischen Theoriegeschichte ist er auf den wissenschaftlichen Neoliberalismus und hier vor allem auf die Auseinandersetzung mit seiner deutschen Variante, dem Ordoliberalismus sowie dem Vergleich zwischen deutschem und angelsächsischem Neoliberalismus spezialisiert. Ein besonderes Augenmerk gilt dabei der Sozialen Marktwirtschaft als wirtschafts- und gesellschaftspolitische Konzeption, deren theoretische Grundlagen seit den 1930er Jahren vom Ordoliberalismus gelegt wurden.
In seinen Arbeiten zur Wirtschaftspolitik der extremen Rechten liegt ein Fokus auf der Analyse der programmatischen Annäherung zwischen der extremen Rechten und einem autoritären Neoliberalismus, die seit den 1990er-Jahren zu beobachten ist. Auch geht es um die Frage, wie die neoliberale Agenda und ihre politische Umsetzung dazu beigetragen haben, der extremen Rechten direkt oder indirekt einen Boden zu bereiten. Hier hat Ptak insbesondere in den Feldern Sozialstaat, Bildungswesen und öffentliche Daseinsvorsorge untersucht, welche ökonomischen und politischen Folgen die Ausdehnung des Marktprinzips auf diese ursprünglich öffentlichen Bereiche hat.

## Publikationen (Auswahl)
- mit Thomas Biebricher: Soziale Marktwirtschaft und Ordoliberalismus zur Einführung, Junius, Hamburg 2020, ISBN 978-3-96060-312-2
- mit Claudia von Braunmühl, Heide Gerstenberger und Christa Wichterich (Hrsg.): ABC der globalen (Un)Ordnung. Von „Anthropozän“ bis „Zivilgesellschaft“. VSA-Verlag, Hamburg 2019, ISBN 978-3-96488-003-1.

- Mehr und bessere Bildung durch Markt und Wettbewerb? Thesen zur politischen Ökonomie der aktuellen Bildungsdebatte. In: I. Lohmann/S. Mielich/F. Muhl/K.-J. Pazzini/L. Rieger/E. Wilhelm (Hrsg.): Schöne neue Bildung? Zur Kritik der Universität der Gegenwart. transcript, Bielefeld 2011, ISBN 978-3-8376-1751-1, S. 105–120.
- mit Christoph Butterwegge und Bettina Lösch (Hrsg.): Neoliberalismus. Analysen und Alternativen. VS-Verlag, Wiesbaden 2008, ISBN 978-3-531-15186-1.
- mit Christoph Butterwegge und Bettina Lösch: Kritik des Neoliberalismus. 2., verbesserte Auflage, VS-Verlag, Wiesbaden 2008, ISBN 978-3-531-15809-9 (3. aktualisierte Auflage, Springer VS, Wiesbaden 2017, ISBN 978-3-531-20005-7).
- Vom Ordoliberalismus zur Sozialen Marktwirtschaft. Stationen des Neoliberalismus in Deutschland. Leske + Budrich, Opladen 2004, ISBN 3-8100-4111-4.
- mit Herbert Schui, Stephanie Blankenburg, Günter Bachmann und Dirk Kotzur: Wollt ihr den totalen Markt? Der Neoliberalismus und die extreme Rechte. Knaur, München 1997, ISBN 3-426-80083-7.